# Ischnothyrella
Ischnothyrella is een monotypisch geslacht van spinnen uit de  familie van de Oonopidae (dwergcelspinnen).

## Soort
- Ischnothyrella jivani Benoit, 1979